# Alf Genon
Alfred Diedonné (Herstal, 30 september 1903 – 25 oktober 1974), beter bekend onder zijn pseudoniem Alf Genon, was een Belgisch bokser.

## Levensloop
Hij nam deel aan de Olympische Zomerspelen van 1924 te Parijs bij de lichtgewichten, alwaar hij in de kwartfinales werd geëlimineerd door de latere bronzen medaillewinnaar Fred Boylstein.
In november 1928 behaalde hij de IBU-titel bij de weltergewichten na een kamp tegen zijn landgenoot Leo Darton. In oktober 1929 verloor hij deze titel aan Gustave Roth, eveneens een landgenoot.